# دوتاق‌داران
دوتاق‌داران (نام علمی: Dissorophidae) نام یک خانواده از زیرراسته خوش‌دست‌وپا است.